# Tibouchina
Tibouchina es un género de  plantas tropicales de la familia Melastomataceae. Son árboles, tipo arbusto o semiarbusto, que crecen de 0.5 a 25 metros de alto, y se conocen como árboles o arbustos de la gloria (del inglés "glory bushes" o "glory trees"). Son nativos de las selvas  de México, el Caribe y América del Sur, especialmente en Brasil. Las flores son autogamas o xenogamas, frecuentemente polinizadas por escarabajos

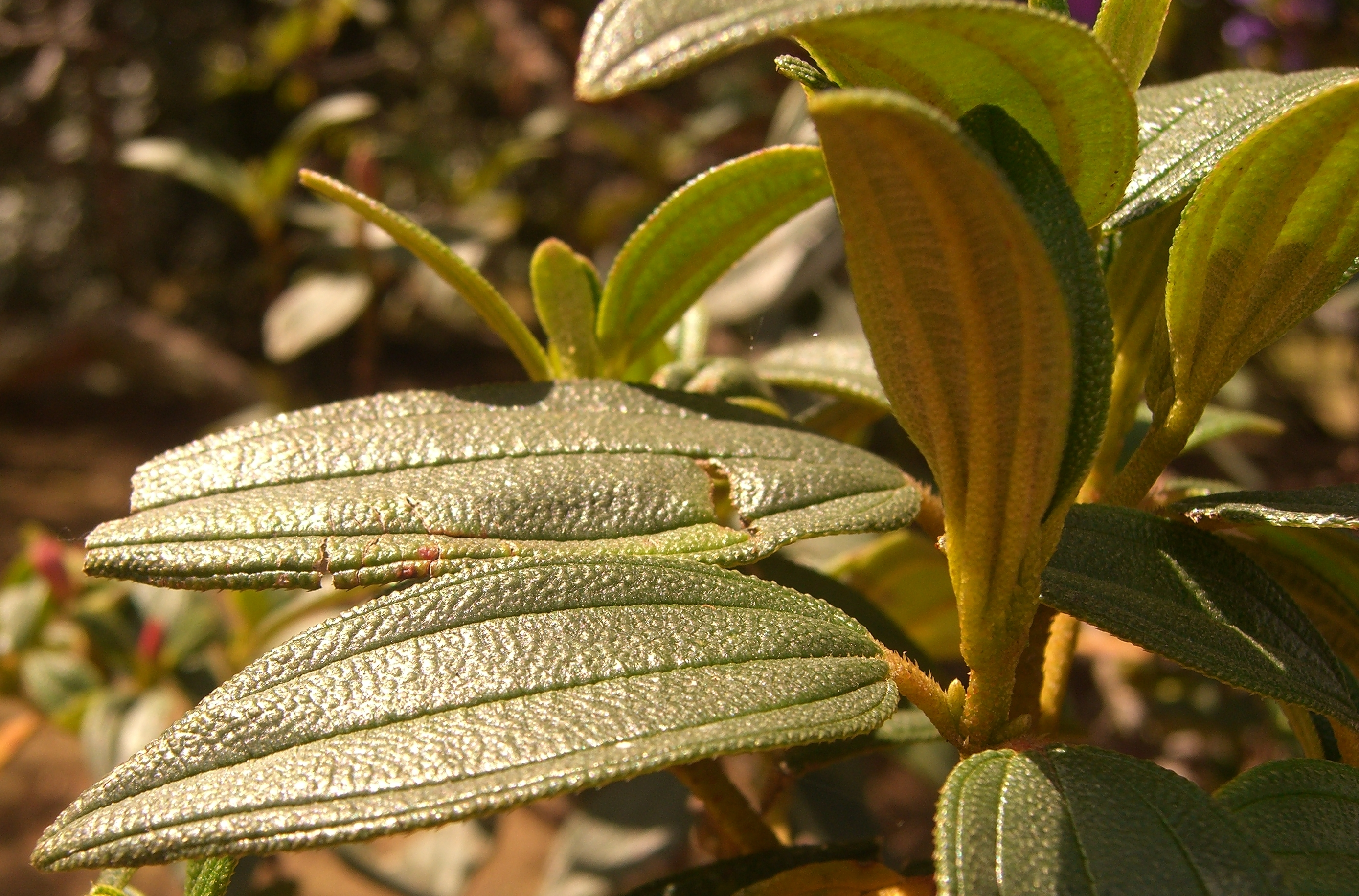
Tibouchina lepidota de Colombia.

Comprende 333 especies descritas y de estas, solo 149 aceptadas.

## Taxonomía
El género fue descrito por Jean Baptiste Christophore Fusée Aublet y publicado en Histoire des Plantes de la Guiane Françoise 1: 445–446, pl. 177 1775.
Etimología
El nombre proviene de una adaptación de la palabra nativa de la Guyana para estos arbustos.  

## Especies seleccionadas
- Tibouchina anderssonii Wurdack
- Tibouchina bicolor
- Tibouchina campii Wurdack
- Tibouchina clavata
- Tibouchina elegans Cogn.
- Tibouchina gaudichaudiana
- Tibouchina gleasoniana Wurdack
- Tibouchina grandiflora (=T. heteromalla)
- Tibouchina granulosa
- Tibouchina herbacea
- Tibouchina heteromalla
- Tibouchina holosericea
- Tibouchina langsdorffiana
- Tibouchina laxa

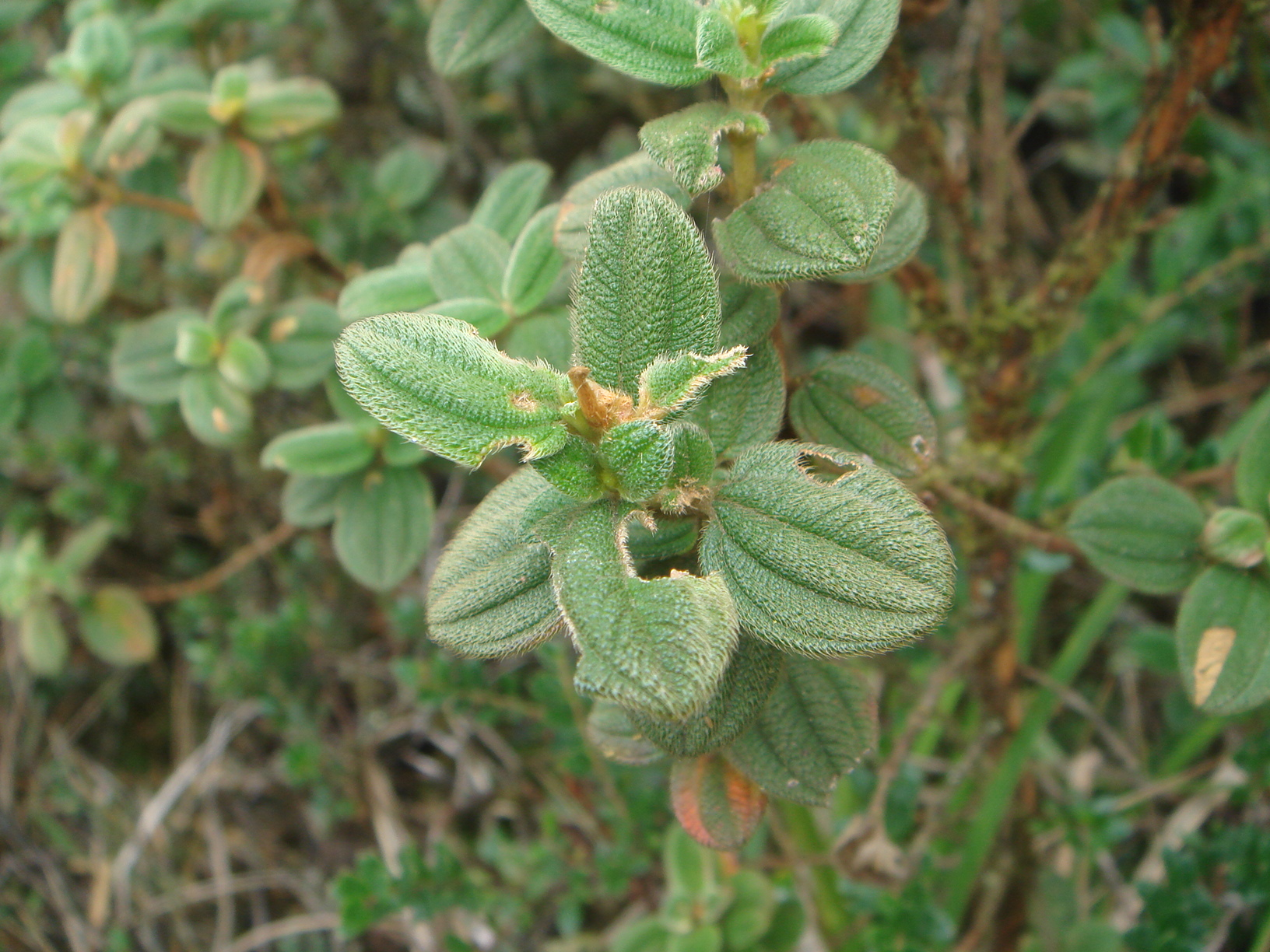
Tibouchina grossa en el Páramo de Guasca, Colombia

- Tibouchina lepidota (Bonpl.) Baill.
- Tibouchina maudhiana
- Tibouchina multiflora
- Tibouchina oroensis Gleason
- Tibouchina pulchra (Cham.) Cogn.
- Tibouchina semidecandra
- Tibouchina stenoccarpa
- Tibouchina urvilleana - p
- Tibouchina viminea

## Cultivo
Algunas especies son cultivadas por sus flores grandes y vistosas. Como las plantas tropicales estas son bastante sensibles al frío, y podrían ser mantenidas en un invernadero donde la temperatura no caigan por debajo de los 8 °C a 10 °C.
Una especie, la Tibouchina lepidota 'Alstonville', conocida por su brillante despliegue de flores a finales del verano y otoño, es común en muchas partes de Australia.

## Potencial invasivo
Todas las especies de Tibouchina son consideradas malezas nocivas en Hawái debido a su alto potencial para hacerse una especie invasiva.